# Махмуд Абдельвахед
Махмуд Абдельвахед (Mahmoud Abdelwahed; род. 1952, Дамаск) — сирийский сценарист.

## Биография
- Дипломированный специалист Московского института кинематографии (ВГИК), факультет сценаристики (1983);
- Во время его учебы ВГИК продюсировал четыре коротких игровых фильма, написанные Абдельвахедом;
- Сценарист и автор диалога: «Диск» («The Disc») (1988) (телевизионный фильм), «Жители Ветра» («Wind Inhabitants») (1991) (телевизионный сериал), много телевизионных фильмов, посвящённых показу известных Мусульманских исторических деятелей, включая Ибн Халдуна (Ibn Khaldoun), Имама Эль Шафи (Imam El Shafi’), Авицену (Avicenna), Ибн Кудама (Ibn Qudama) и т. д.
- Сценарист и автор диалога в фильме «Дамаск, Улыбка Печали» («Damascus, Smile of Sadness») (2007), основанном на одноимённом романе писательницы Эльфат Эделби (Elfat Edelbi), снятом режиссёром Махир Каддо (Maher Kaddo) и продюсированном Национальной Кино-Организацией (National Film Organization);
- Издал две исторические коллекции через Министерство Культуры: «Гость» («The Guest») (1978), и «Беззаботный Мальчик» («Carefree Boy») (1992), в дополнение к антологии стихов, названных «Я Наблюдаю Планету» («I Watch the Planet») (2000);
- коллекция историй, переведенных с русского языка, названного «Эван Бонин — Избранные Истории» («Evan Bonin — Selected Stories») (1987), изданный Министерством Культуры;
- «Мир Луиса Бунуэля» («The World of Luis Bunuel») (2001) и «Март Дамаского Международного Кино-Фестиваля» («March of Damascus International Film Festival») (2005), выпущенный в «Седьмой Художественной Серии», издала Национальная Кино-Организация под наблюдением Министерства Культуры;
- Консультант драматического искусства для многих фильмов, произведённых Национальной Кино-Организацией, включая «Ночи Шакала» («Nights of the Jackal») (1989), «Ал Lajat» («Al Lajat») (1993), «Почва Незнакомцев» («Strangers’ Soil») (1998), «Бриз Души» («Breeze of the Soul») (1998) и т. д.
- Руководитель Пресс-центра Дамасского Международного Кино-Фестиваля с 1995, постоянный член Высшего Организационного Комитета Фестиваля;
- Награждён за свои работы 15-м Дамасским Международным Кино-Фестивалем; — Редактор Film Material, включенного в Большую арабскую Энциклопедию, изданную в Сирии при наблюдении Республиканского Президентства;
- Занимал несколько административных постов в Национальной Кино-Организации, и в настоящее время занимает пост Генерального директора Сирийской Общей Книжной Комиссии.